# Yangra
O Yangra (Ganesh I) é a 62.ª mais alta montanha no mundo (definindo "montanha" como um cume com um valor de corte de 500m de proeminência topográfica, ou re-ascensão).
O Yangra é a montanha mais alta da cordilheira Ganesh Himal, uma subcordilheira dos Himalaias, e tem grande proeminência topográfica.